# Sella di Leonessa
La Sella di Leonessa è un passo stradale appenninico che si trova sull'Appennino centrale a quota 1.890 m s.l.m. lungo la strada provinciale 10 della Vallonina, in prossimità della vetta del monte Terminillo, all'interno del territorio del comune di Leonessa (RI).

## Descrizione

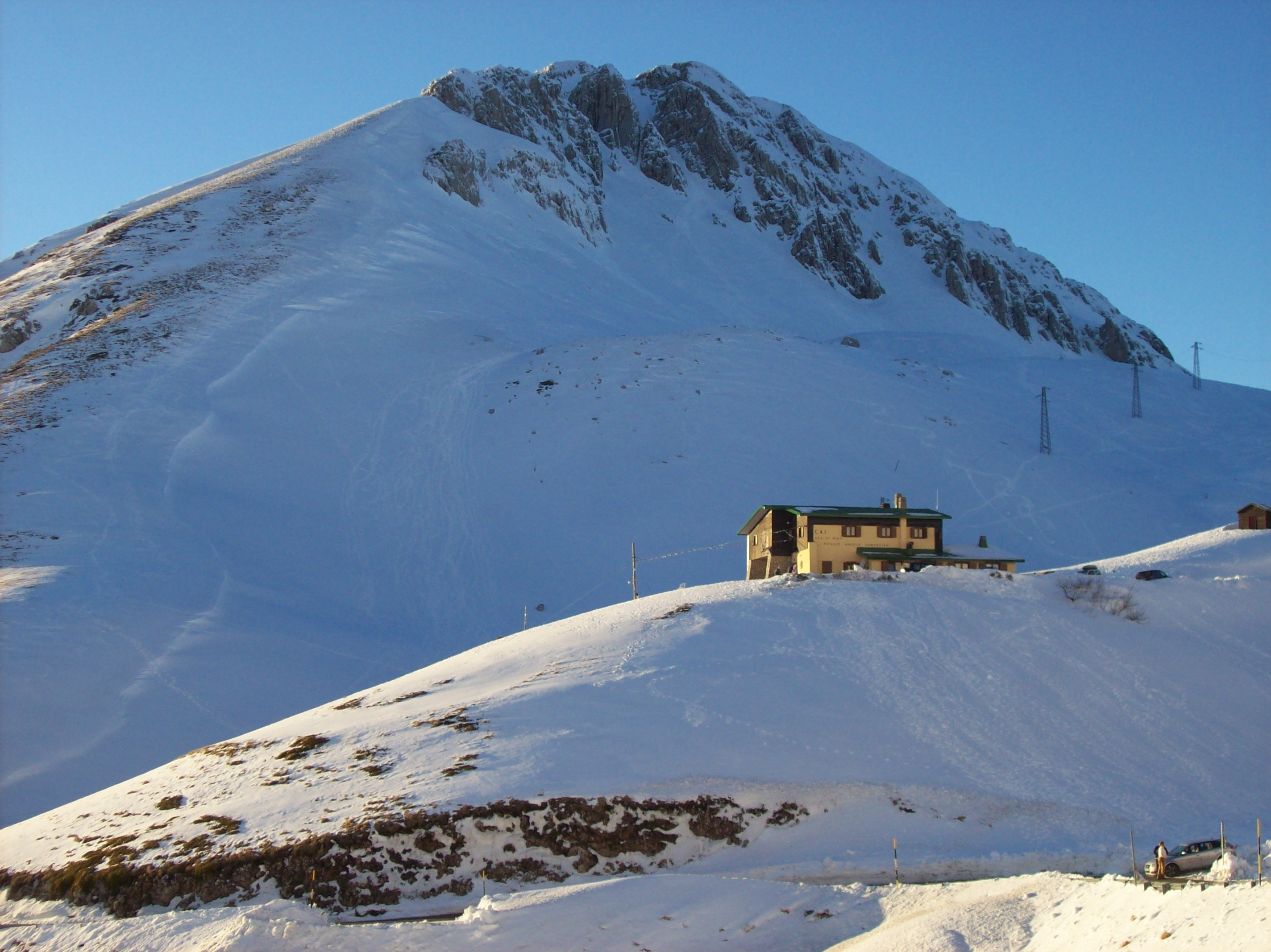
Il Rifugio CAI Angelo Sebastiani nei pressi della Sella di Leonessa e la cima del Terminillo

La strada provinciale 10, oltre ad essere molto panoramica, costituisce un'opzione secondaria di collegamento tra la città di Leonessa e il capoluogo provinciale Rieti, pur non essendo la via più diretta. L'attraversamento dei monti Reatini sarebbe in linea d'aria il collegamento più diretto, ma l'orografia montuosa e la necessità di salire molto in altitudine rende la Sella di Leonessa un collegamento meno conveniente rispetto a quelli che aggirano il massiccio del Terminillo (la strada statale 521 che passa per Morro Reatino, anch'essa molto tortuosa ma comunque preferibile sia per tempo di percorrenza che per minore lunghezza, e il percorso della Via Salaria passando per Posta-Antrodoco-Cittaducale, il più lungo dei tre ma il più lineare, e quindi anch'esso preferibile alla Sella di Leonessa). Inoltre l'accumulo di precipitazioni nevose in prossimità del passo, presenti tipicamente fino al mese di maggio, ne rendono possibile il transito stradale fino alla cima sostanzialmente soltanto da maggio a novembre.

### Escursionismo
La Sella è un punto di partenza per escursioni, estive e invernali, alla cima del Terminillo e a quelle dei vicini Monti Valloni ad est del massiccio. Non lontano dalla sella, sul versante est a quota 1820 m s.l.m., è presente il Rifugio CAI Angelo Sebastiani.

### Ciclismo
L'ascesa alla Sella di Leonessa può essere intrapresa da due versanti del Terminillo: quello settentrionale (con partenza da Leonessa), percorrendo la strada provinciale 10, e quello meridionale (da Vazia-Rieti passando per Campoforogna - 1640 m s.l.m.), percorrendo prima la strada statale 4 bis del Terminillo e poi la provinciale 10.
La salita lungo il versante meridionale è considerata una delle ascese più dure del Centro-Italia, assieme a quella del Gran Sasso (Campo Imperatore) e del Blockhaus, sia per il dislivello totale (1390 m), che per la lunghezza (circa 21,3 km) e le pendenze (media 6,5% con punte fino al 13%). Un po' più dolce, più breve e con minor dislivello (15,4 km al 6,1% media con punte del 10% e 1000 m circa di dislivello) la scalata dal versante settentrionale di Leonessa.
Un terzo versante, sterrato e altamente suggestivo/panoramico, è quello che sale dalle Gole del Velino ad est passando per il comune di Micigliano, ricongiungendosi al percorso del versante meridionale ad 1 km circa dalla sella.
Il passo di Sella di Leonessa costituisce una delle salite storiche del Giro d'Italia. Sebbene recentemente il Giro abbia più spesso affrontato il più duro versante meridionale fermandosi a Campoforogna, il transito fin sulla sella è avvenuto l'ultima volta nel Giro d'Italia 2007 (6ª	tappa 18 maggio	Tivoli-Spoleto).
A livello amatoriale il transito sulla sella di Leonessa è previsto ogni anno all'interno di una gran fondo e medio fondo che si tiene abitualmente nel mese di luglio con partenza da Rieti, giro occidentale del massiccio fino a Leonessa, la scalata del Terminillo dal versante settentrionale fino alla Sella di Leonessa lungo la Val Leonina ed infine ridiscesa a Rieti.